# Peter Kyros

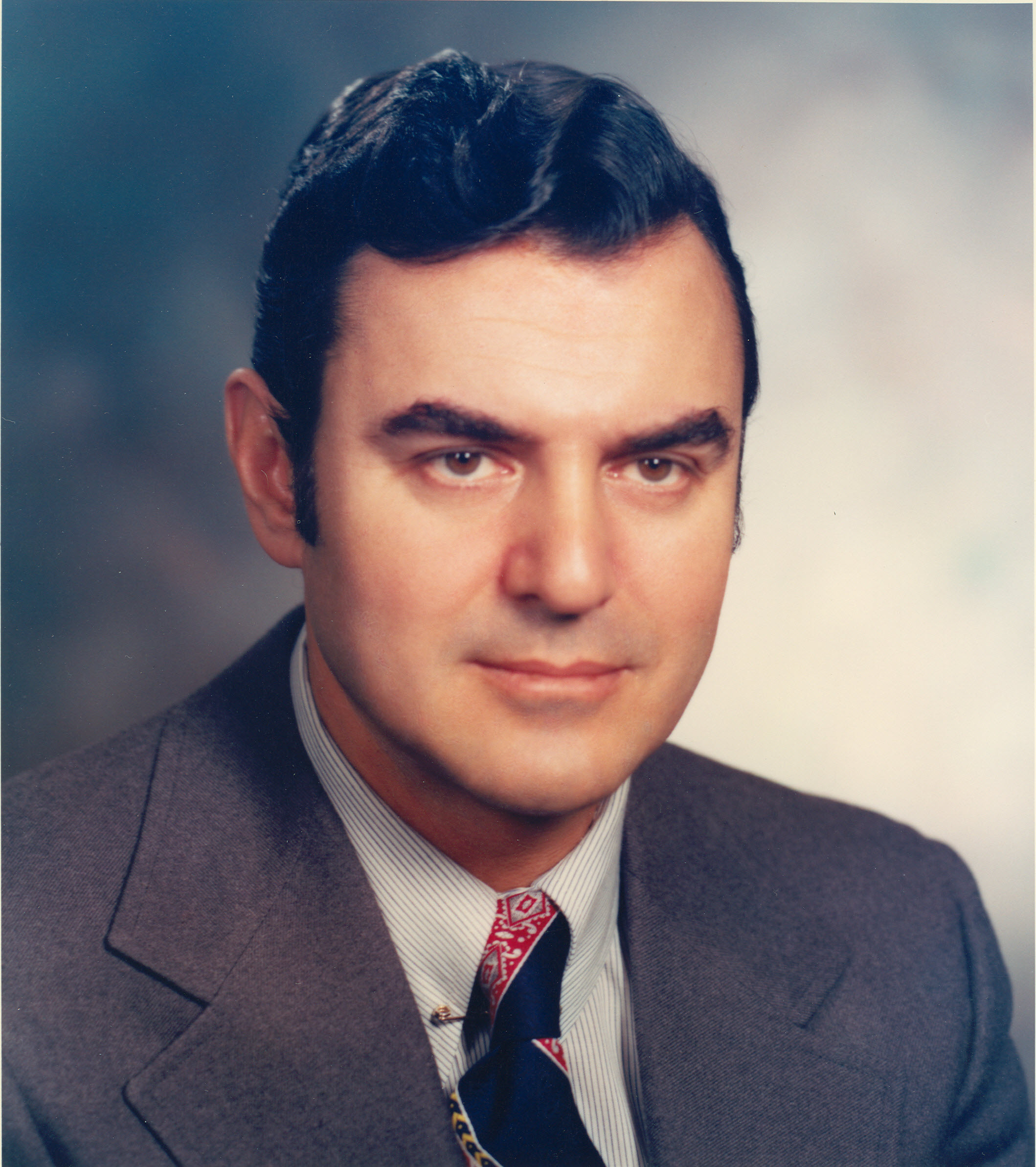

Peter Nicholas Kyros (ur. 11 lipca 1925 w Portland, Maine, zm. 10 lipca 2012) – amerykański polityk, członek Izby Reprezentantów z ramienia Partii Demokratycznej.
Kształcił się m.in. w Massachusetts Institute of Technology, ukończył również United States Naval Academy (1947) oraz prawo na Harvardzie (1957). W latach 1944–1953 służył w marynarce amerykańskiej, od 1957 prowadził praktykę adwokacką w Portland. Był także radcą w Komisji Użyteczności Publicznej stanu Maine. Od stycznia 1967 zasiadał jako demokrata w czterech kolejnych kadencjach Izby Reprezentantów; w 1974 przegrał wybory z republikaninem Davidem Emery i zakończył pracę w parlamencie 3 stycznia 1975. W latach 1980–1982 pracował w Departamencie Stanu, potem był adwokatem w Waszyngtonie. W ostatnich latach życia mieszkał w rodzinnym Portland.